# HD149121
HD149121 — хімічно пекулярна зоря спектрального класу B9, що має видиму зоряну величину в смузі V приблизно  5,6.
Вона  розташована на відстані близько 322,3 світлових років від Сонця.

## Фізичні характеристики
Зоря HD149121 обертається 
порівняно повільно 
навколо своєї осі. Проєкція її екваторіальної швидкості на промінь зору становить  Vsin(i)= 14км/сек.

## Пекулярний хімічний склад
HD149121 належить до ртутно-манганових зір й її зоряна атмосфера має підвищений вміст Hg та Mn.